# Enrique Ortega Salinas
Enrique Ortega Salinas (Montevideo, 8 de noviembre de 1961) es escritor y conferencista uruguayo. Es reconocido internacionalmente por sus investigaciones para el desarrollo de la inteligencia y por su participación en el programa SuperCerebros, donde fue finalista. Posee dos récords Guinness.

## Trayectoria
Investigador de Técnicas para el Desarrollo de la Inteligencia, ha disertado sobre su especialidad en las principales universidades y empresas de España y América. Analista político de la revista Caras y Caretas, diario La República, Andares Radio y TV, radio CX30 y el programa "El ojo en la ciudad", de canal 11. En 2023 participó como panelista en "Esta Boca es Mía", en canal 12. En 2024 fue entrevistado por primera vez por Jorge Gestoso en el programa "Notables", de Telesur. Desde 2024 dirige el programa "Palabras Prohibidas".
Figura en el Libro de los Récords Guinness con dos marcas mundiales por haber memorizado un número de 320 cifras con una sola lectura, repitiéndolo en cualquier orden que se le pidiera y superando en 120 cifras la marca mundial anterior, a la vez que memorizó un mazo de 52 naipes en 49 segundos.
En 2014, en un evento internacional organizado en San Pablo, Brasil, por Endemol para National Geographic, pasó a la final del programa SuperCerebros tras haber memorizado seis siglos de Historia de una cronología aportada pocas semanas antes por la producción.
Ha dictado conferencias a más de un millón de personas de Europa y América y ha participado en programas tan populares como los de Susana Giménez, Julián Weich y Víctor Hugo Morales, entre otros. Ha dirigido seminarios de Oratoria Forense en la Fiscalía de Bogotá y en el Palacio de Justicia de Paraguay.
En 2024 comenzó a dirigir el programa "Palabras Prohibidas", emitido por el canal de Caras y Caretas. Paralelamente, se integró al Espacio Democrático Avanzado en calidad de frenteamplista independiente y pasó a ser candidato a diputado por la lista 1001 del Frente Amplio.
Es autor de diez libros que se pueden dividir en dos temas: desarrollo de la inteligencia y política nacional e internacional. En 2003, fue galardonado con dos Libros de Oro de la Cámara del Libro de Uruguay por El pozo de Pandora y Las reglas de la mafia. El primero también fue reconocido por el Instituto Prensa y Sociedad, del Perú, como uno de los trabajos más importantes de investigación periodística del último cuarto de siglo.

## Selección de obras
- Cómo lograr que los demás se salgan con la nuestra: técnicas de persuasión, negociación y oratoria. Arena, 2002.
- Supercerebros: el secreto de los genios.
- El pozo de Pandora. Cruz del Sur, 2003. Libro de Oro.
- Las reglas de la mafia: pétalos de rosas. Cruz del Sur, 2003. Libro de Oro.
- No despertarás a mis siervos. Cruz del Sur, 2005.
- Verdades mentirosas : la historia que la derecha me ocultará. Cruz del Sur, 2010.
- El otro Luis. Crónicas del desastre. Cruz del Sur, 2024.